# Cavendishia limonensis
Cavendishia limonensis är en ljungväxtart som beskrevs av J. L. Luteyn. Cavendishia limonensis ingår i släktet Cavendishia och familjen ljungväxter. Inga underarter finns listade i Catalogue of Life.